# Nicholas Collin

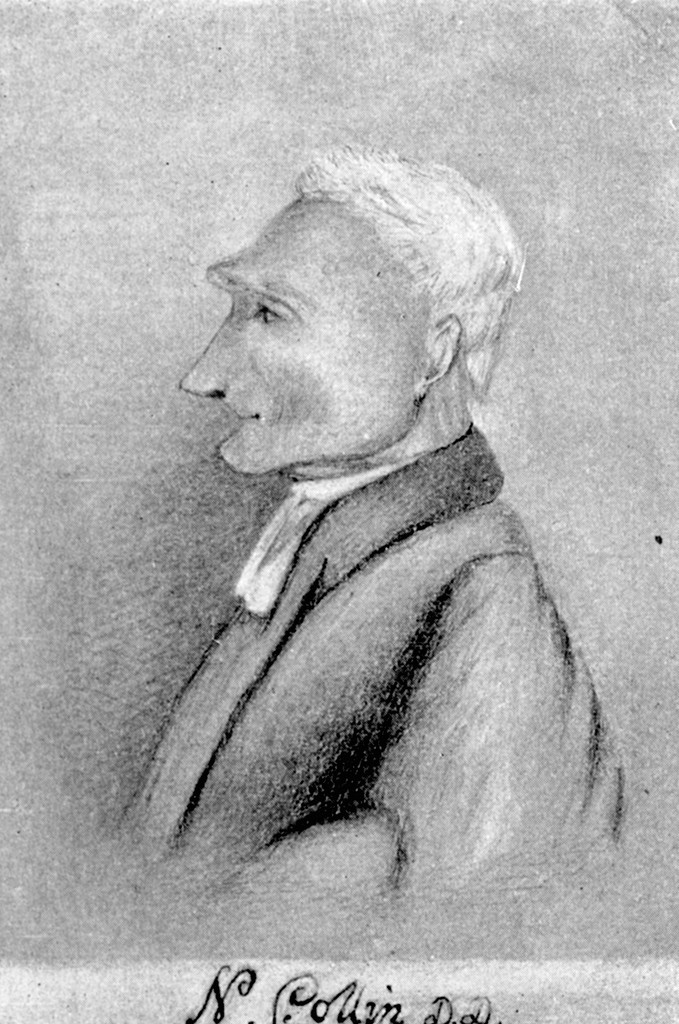
Nicholas Collin, Pastellskizze von 1810

Nicholas Collin (* 2. August 1746 als Nils Collin in Funbo; † 7. Oktober 1831 in Philadelphia) war ein schwedischer Pfarrer und Amateurwissenschaftler. Seine vielseitigen Interessen umfassten religiöse und wissenschaftliche Studien, die Arbeit an Erfindungen, botanische Sammlungen sowie Geschichte, Politik und Philanthropie.

## Leben

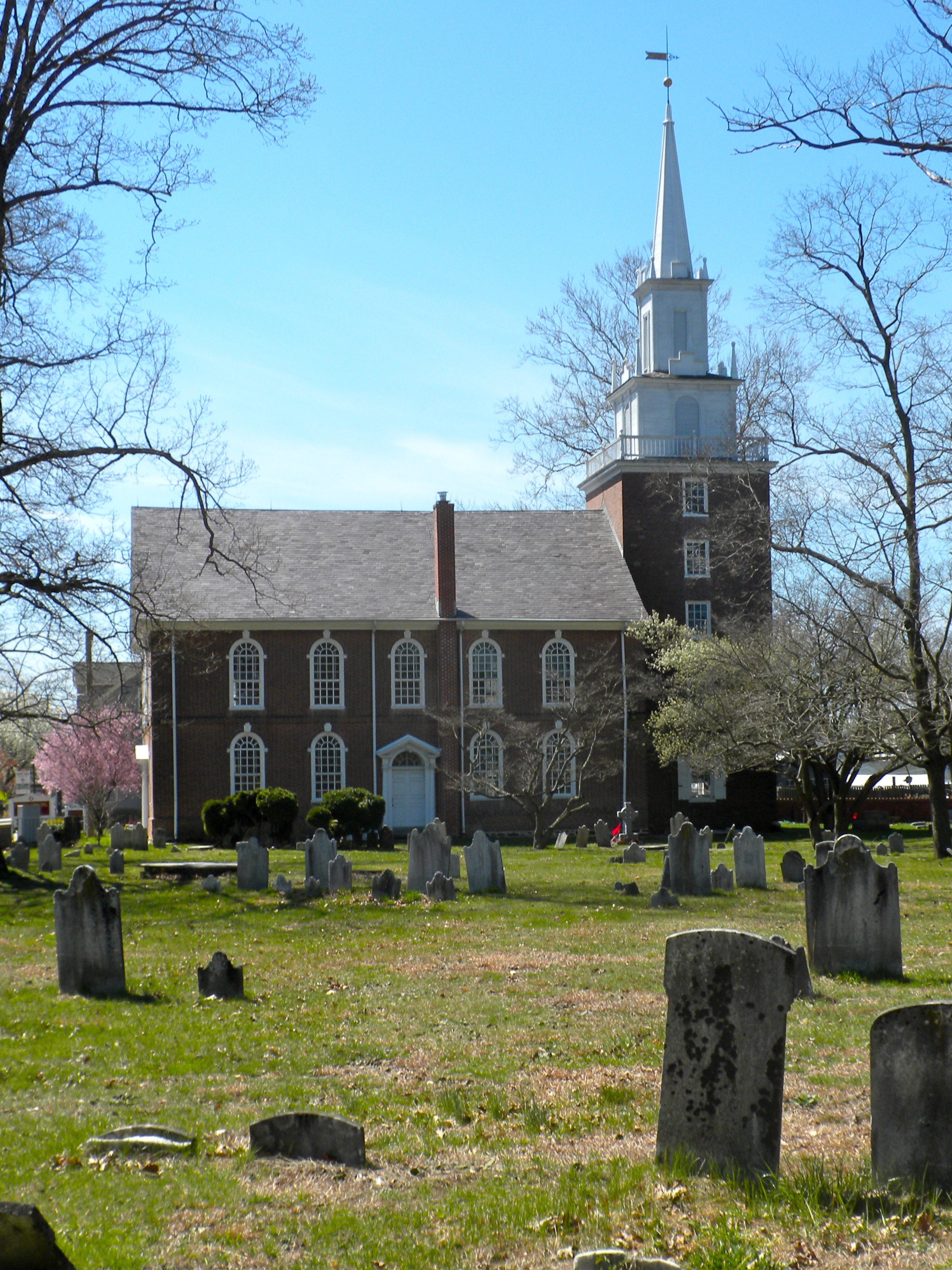
Trinity Church in Swedesboro

Nils Collin wurde als Sohn des Pfarrers Nils Collin und von Maria Nordstedt in Funbo, 10 Kilometer östlich von Uppsala, geboren. Ab dem 30. November 1759 studierte er Mathematik, insbesondere Wahrscheinlichkeitstheorie, in Uppsala. Am 30. Mai 1767 legte er bei dem Astronomen Erik Prosperin eine Dissertation über kognitive Wahrscheinlichkeiten und am 13. Mai 1769 eine lateinische Abhandlung über die mathematischen Wissenschaften vor. Am 20. Dezember 1768 wurde er zum Pfarrer ordiniert und erhielt im Mai 1769 eine Stelle als Prädikant der schwedischen Mission am Delaware River in Nordamerika. Die Lutheraner der ehemaligen Kolonie Neuschweden hatten die schwedische Staatskirche um Unterstützung gebeten, weil zahlreiche Quäker in das Gebiet einwanderten. Bis zur amerikanischen Unabhängigkeitserklärung 1776 waren die schwedischen Geistlichen dort als Gäste der britischen Regierung und der Church of England tätig. Im Juli reiste Collin zunächst nach London, blieb dort von September 1769 bis März 1770 und kam am 12. Mai 1770 in Philadelphia an.

### Pfarrer in Raccoon
Zunächst unterstützte er den Pastor Johan Wicksell in den Gemeinden Raccoon (heute Swedesboro) und Penns Neck (heute Churchtown), am 6. Oktober 1772 wurde er Pastor dieser Gemeinden, von 1775 bis 1782 war er Propst der schwedischen Lutheraner in Nordamerika. Ähnlich wie andere Pfarrer erkannte er, dass durch den Schmelztiegel der Amerikanisierung das Ende der schwedischen Mission nur eine Zeitfrage sei: die Kinder der Gläubigen lernten kaum mehr die schwedische Sprache, weshalb Gottesdienste in zwei Sprachen angeboten werden mussten. Seinem postum veröffentlichten Tagebuch ist zu entnehmen, dass er unter Heimweh litt und die Annehmlichkeiten in Schweden vermisste. Er passte sich aber an und überstand die Wirren der amerikanischen Revolution. Teilweise fürchteten die Gläubigen sich, zu den Gottesdiensten zu kommen, weil die örtlichen Machthaber die Chance nutzten, um „sowohl Pferde als auch Männer zu bekommen“. Im Februar 1777 wurde er selbst von örtlichen Milizen festgesetzt, aber der einflussreiche Arzt Bodo Otto erwirkte seine Freilassung. Im September 1777 wurde er erneut verhaftet, als die Briten nach der Schlacht von Brandywine Philadelphia einnahmen, er mit seiner neugierigen Art die Kampfplätze zeichnen wollte und daher als Spion beschuldigt wurde. Nach dem amerikanischen Unabhängigkeitskrieg erhielt er 1783 durch den schwedischen König Gustav III. die Genehmigung, nach Schweden zurückzukehren. Da nun Frieden herrschte und sich die Lebensumstände verbessert hatten, entschied er sich zu bleiben und die örtlichen Arbeiten an der neuen Trinity Church zu begleiten (1784–86). Neben seiner Arbeit berichtete er über „beträchtliche Zeit, um mich mit meiner lieben Mathematik und Philosophie zu amüsieren“. Collin führte Aufzeichnungen über das Wetter, machte experimentelle Veredelungen in seinem Obstgarten und sammelte botanische Präparate, die er nach Schweden schickte. Dazu führte er eine rege Korrespondenz mit schwedischen Wissenschaftlern. Es war damals üblich, dass sich Amateurwissenschaftler mit solchen Fragen befassten. In englischer Sprache benutzte er den Vornamen Nicholas. Von 1784 bis 1791 war er Kuratoriumsmitglied im Board of Trustees der University of Pennsylvania.

### Zeit in Philadelphia

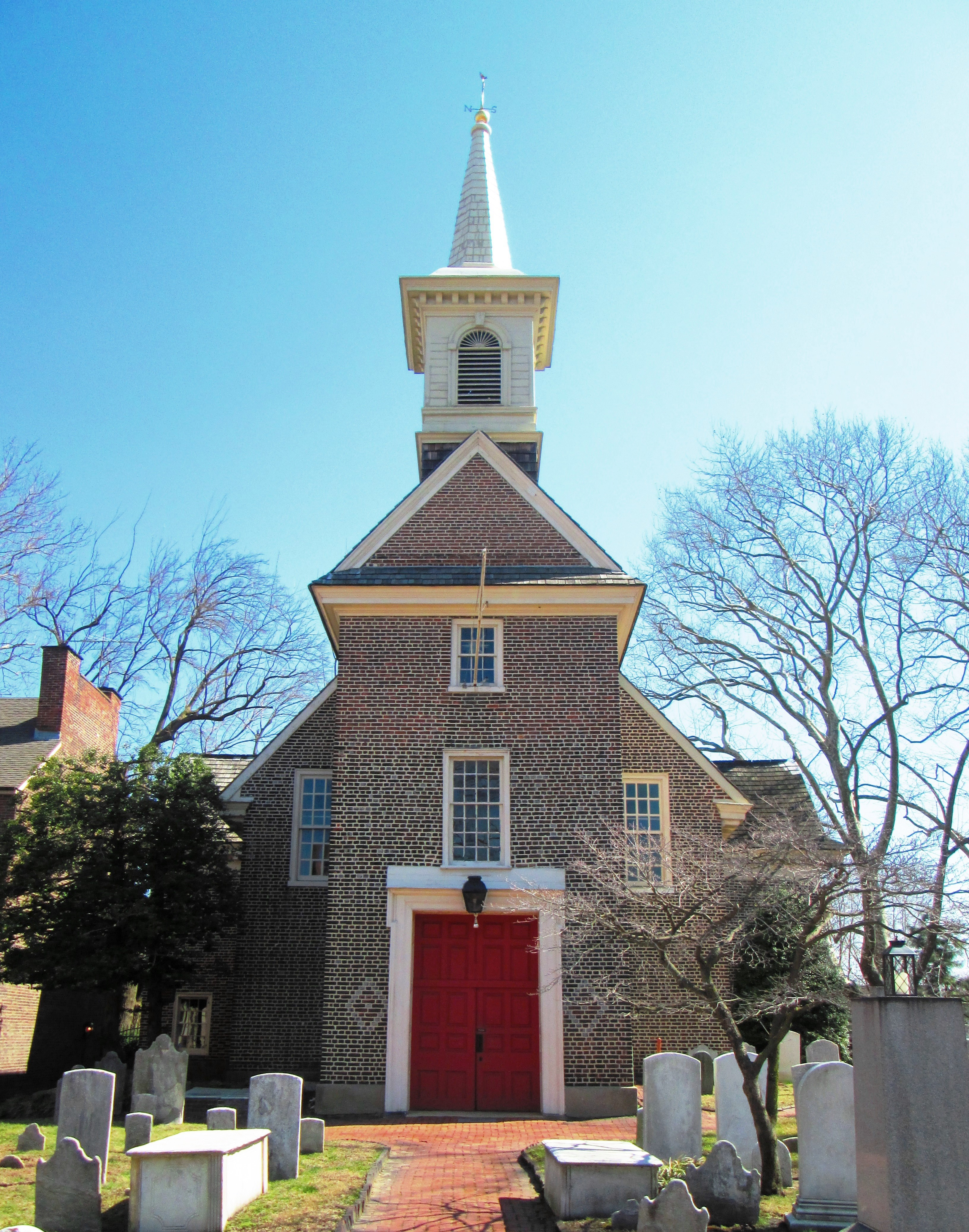
Gloria Dei Church in Philadelphia, 2014

1786 wechselte Collin von New Jersey nach Philadelphia an die Ende des 17. Jahrhunderts erbaute Gloria Dei Church. Er fand dort Anschluss an die wissenschaftlichen und politischen Zirkel und wurde Mitglied der 1787 gegründeten Society for Political Inquiries, die sich in Benjamin Franklins Esszimmer traf, um Wege zu erörtern, die soziale und ökonomische Lage der Amerikaner zu verbessern. Mit Franklin verband ihn eine enge Freundschaft. In mehreren Zeitungsartikeln setzte er sich für eine Verfassung der Vereinigten Staaten ein, die am 17. September 1787 verabschiedet wurde. 1789 wurde Collin als Mitglied in die American Philosophical Society (APS) aufgenommen. 1791 erhielt er seinen Doktor in Theologie der University of Pennsylvania. Er verstand die Philosophen als Weltbürger (englisch citizens of the world) und kritisierte seine geistlichen Kollegen als „reine Theologen, Griechen und Hebräer, von denen wir für den Fortschritt der Wissenschaft nicht viel erwarten können“. Collin veröffentlichte eine Liste an Vorschlägen aus den Bereichen Medizin, Landwirtschaft, Physik, Mathematik, Naturkunde, Mineralogie und öffentlichen Institutionen, um die Zufriedenheit im Land zu erhöhen. Unter Thomas Jefferson war er einer der Vizepräsidenten der APS, begründete ihren botanischen Garten und führte die Bibliothek der Gesellschaft. Außerdem sammelte er Informationen über die Strukturen der von 1638 bis 1655 existierenden, ehemaligen Kolonie Neuschweden am Delaware River und die Bevölkerungsentwicklung zwischen 1697 und 1742. In seiner eigenen Gemeinde führte er von 1793 bis 1830 detaillierte Bevölkerungsregister. Collin war bereits seit Mai 1791 der letzte der von Schweden aus entsandten Pfarrer in Nordamerika. Danach brach die enge Verbindung der schwedischen Gemeinde zum Mutterland ab. 1793 wurde Philadelphia von einer Gelbfieberepidemie heimgesucht, und bei einem erneuten Ausbruch 1797 starb Collins Frau Hannah im Alter von 48 Jahren. Das gemeinsame Kind war bereits vorher verstorben.

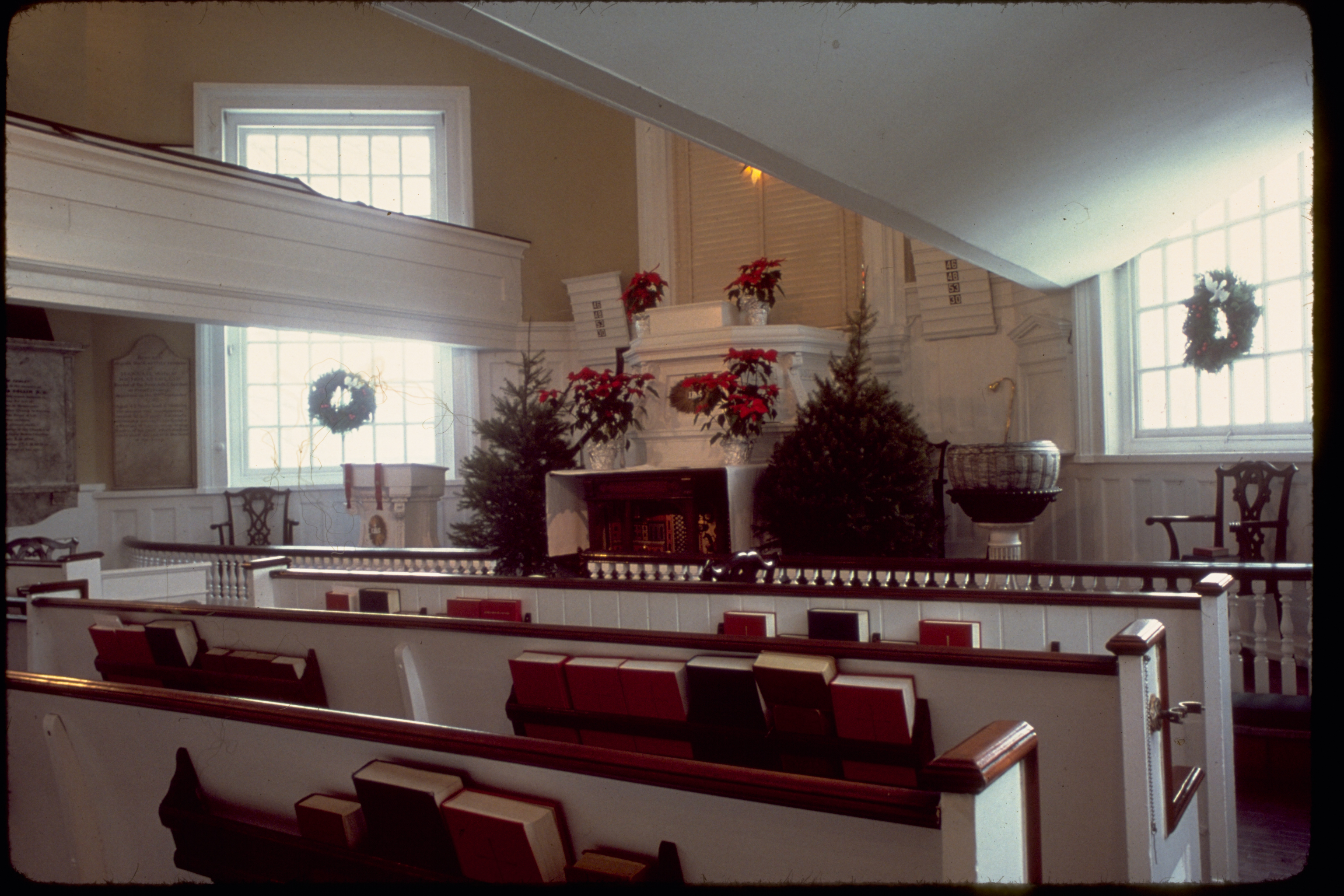
Links im Bild unter der Empore der Gloria Dei Church finden sich Gedenksteine für Nicholas und Hannah Collin

1793 wurde Collin in die Königlich Schwedische Akademie der Wissenschaften aufgenommen. 1795 erhielt Collin die Magellanic Premium der APS für einen „kuriosen“ Aufzug (englisch speedy elevator). Außerdem entwickelte er eine Konstruktion mit Rettungskorb, um Menschen aus brennenden Gebäuden zu befreien. Zudem befasste er sich mit sprachwissenschaftlichen Fragen. Er gilt als einer der Ersten, der die durch Marie Jean Antoine Nicolas Caritat, Marquis de Condorcet erlangten Erkenntnisse der Wahrscheinlichkeitstheorie im 18. Jahrhundert in die Vereinigten Staaten brachte. 1824 war er Mitgründer der Historical Society of Pennsylvania in Philadelphia.
Nicholas Collin starb am 7. Oktober 1831 in Philadelphia. Er ist unter dem Boden der Kirche Gloria Dei begraben.

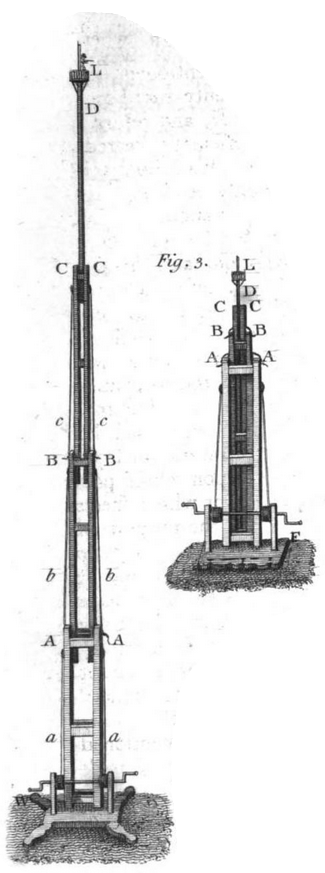
Skizze des „schnellen Aufzugs“
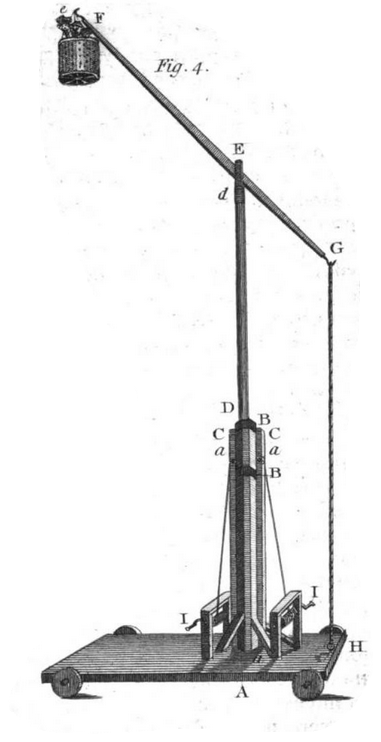
Konstruktion mit Rettungskorb zur Menschenrettung, 1799
Rückseite der 1795 verliehenen Magellanic Premium
Erinnerungsmedaille der Königlich Schwedischen Akademie der Wissenschaften, 1938
Die Rückseite der von Erik Lindberg gestalteten Medaille zeigt die Kirche in Raccoon
Gedenksteine für Nicholas und Hannah Collin links unter der Empore auf einer Postkarte um 1900

## Publikationen
- Amandus Johnson (Hrsg.): The Journal and Biography of Nicholas Collin, 1746–1831. Tagebuch, übersetzt aus dem Schwedischen. The New Jersey Society of Pennsylvania, Philadelphia 1936.
- Bengt Hildebrand: Nils Collin. In: Svenskt biografiskt lexikon 8, 1929, S. 725 ff. (Online-Ressource).